# Jaroslav Kvapil
Jaroslav Kvapil (født 21. april 1892 i Frystak - død 18. februar 1958 i Brno, Tjekkiet) var en tjekkisk komponist, professor, lærer, dirigent, organist og pianist. 
Kvapil studerede komposition som ung privat i sin fødeby, og studerede senere orgel og komposition på Orgelskolen i Brno hos Leoš Janáček og fik diplomeksamen (1909). Han studerede videre hos Max Reger på Musikonservatoriet i Leipzig (1911-1913). 
Kvapil har skrevet 4 symfonier, orkesterværker, kammermusik, koncertmusik, korværker, vokalværker, klaverstykker, orgelstykker etc. Han underviste som professor og lærer i komposition på Orgelskolen i Brno og skolede mange af eftertidens komponister som f.eks. Ctirad Kohoutek og Cestmir Gregor. 

## Udvalgte værker
- Symfoni nr. 1 (1913-1914) - for orkester
- Symfoni nr. 2 (1921) - for orkester
- Symfoni nr. 3 (1936-1937)  for orkester
- Symfoni nr. 4 "Sejr" (1943) - for orkester
- 2 Violinkoncerter (1927-1928, 1952) - for violin og orkester
- Klaverkoncert (1954) - for klaver og orkester
- Obokoncert (1951) - for obo og orkester
- "En romantik i maj" (1940-1943, rev. 1955) - opera